# Município de Harding (condado de Lucas, Ohio)
O município de Harding (em inglês: Harding Township) é um município localizado no condado de Lucas, no estado estadounidense de Ohio. No ano de 2010 tinha uma população de 734 habitantes e uma densidade de 30,23 pessoas por km².

## Geografia
O município de Harding encontra-se localizado nas coordenadas 41° 37′ 26″ N, 83° 50′ 32″ O. Segundo o Departamento do Censo dos Estados Unidos, o município tem uma superfície total de 24.28 km², toda ela terra firme.

## Demografia
Segundo o censo de 2010, tinha 734 pessoas residindo no município de Harding. A densidade populacional era de 30,23 hab./km².